# Коледни апаши
„Коледни апаши“ е български телевизионен игрален филм (филм-приказка) от 1994 година на режисьора Димитър Шарков, по сценарий на Станислав Стратиев.

## Сюжет
Невероятните приключения на едно бебе в куфар. След тройна размяна на куфари бебето попада в ръцете на крадци. Преминава през много перипетии, преди отново да намери семейството си в навечерието на Нова година.

## Актьорски състав
- Ивайло Христов – шефа
- Кръстю Лафазанов – Гюро
- Стефан Мавродиев
- Досьо Досев
- Никола Анастасов
- Мартина Вачкова – жената на касиера
- Пламен Сираков – мъжът на певицата
- Мария Стефанова - певицата
- Кирил Варийски – кондукторът
- Димитър Марин – касиера
- Веселин Цанев
- Вълчо Камарашев
- Деляна Хаджиянкова
- Николай Урумов – полицай
- Иван Петрушинов
- Ани Михайлова
- Янчо Янчев
- Димитър Георгиев
- Илия Чакъров
- Кремена Кирилова
- Теодор Елмазов
- Пламен Пеев
- Красимир Недев
- Жан Илиев
- Стефан Дончев
- Валери Тодоров
- Башар Рахал (като Башар Салах)
- Даниела Генчева
- Ивайло Хр. Христов
- Валери Дренников
- и бебето Жорко